# Lekain
Lekain, egentligen Henri Louis Cain, född 14 april 1728, död 8 februari 1778, var en fransk skådespelare.
Lekain uppträdde från 1748 som amatör och väckte Voltaires och debuterade under dennes ledning och beskydd på Théâtre français 1750 och blev 1752 på kunglig befallning anställd där. Lekain var sin tids store tragiker på fransk scen, en naturkraft mitt i den preciösa rokokon, men tyglad av en bländande teknik. Han försökte tillsammans med sin motspelerska Hippolyte Clairon reformera tidens tragiska skådespel i en mera realistisk riktning och gav genom sin opposition impulsen till att åskådarplatserna uppe på själva scenen på Théâtre français indrogs 1759. Hans Mémoires utgavs 1801.